# Гусева улица (Санкт-Петербург)
Гу́сева улица — улица в историческом районе Большая Охта Красногвардейского административного района Санкт-Петербурга. Проходит от Среднеохтинского проспекта в сторону Большеохтинского проспекта и заканчивается тупиком.

## История
Название известно с 1828 года. Улица названа по фамилии домовладельца Ивана Александровича Гусева. Изначально[когда?] Гусева улица была длиннее и начиналась от Невы.

## Транспорт
Ближайшая к Гусевой улице станция метро — «Новочеркасская» 4-й (Правобережной) линии.
Движение наземного общественного транспорта по Гусевой улице отсутствует.

## Пересечения
- Среднеохтинский проспект